# ولمان (آیووا)
ولمان (به انگلیسی: Wellman) شهری در ایالت آیووا کشور ایالات متحده آمریکا است که جمعیت آن در سرشماری سال ۲۰۱۰ میلادی، ۱٬۴۰۸ نفر بوده‌است.